# Béta-apo-8′-karotinal
A β-apo-8′-karotinal (E160e) egy, a növényekben is megtalálható természetes színezék, melyet élelmiszeripari felhasználásra a karotinból szintetikus úton állítanak elő. A β-apo-8′-karotinal színe sötétvörös, vízben nem, kizárólag olajban oldódik. Sok piros, mélypiros színű élelmiszerben megtalálható. A napi maximum bevitel 2,5 mg/testsúlykg.
Szélsőségesen nagy mennyiségben fogyasztva karotinodermiát (sárga bőrt), vagy esetleg az A-vitamin mérgezési tüneteit is produkálhatja, tekintve, hogy az A-vitamin provitaminja.